# Richard Ramirez (Musiker)
Richard Ramirez (geboren in Houston) ist ein amerikanischer Noisemusiker, Independent-Label-Betreiber und Modedesigner.

## Werdegang
Ramirez gründete Black Leather Jesus im Jahr 1989 und Deadline Recordings 1992. Über das Label veröffentlichte er anfangs Aufnahmen eigener Projekte. So auch Sterile Technique als erstes Album unter seinem Geburtsnamen. Gemeinsam mit Scott Houston und Dwayne Cathey nutzte er das Label später dazu vom Markt missachteten Künstlern Veröffentlichungen zu ermöglichen. Houston und Carhy wandten sich allerdings später eigenen Unternehmen zu und überließen Deadline Recordings Ramirez. Es folgten Veröffentlichungen bekannter Interpreten des Noise und Post-Industrial wie Merzbow, Atrax Morgue, The Rita. Ramirez initiierte über die Jahre diverse weitere Projekte und blieb weiterhin als Solokünstler aktiv. Derweil wechselten die Mitmusiker in Black Leather Jesus mehrmals über die Jahre. Unter seinem Geburtsnamen kooperierte Ramirez in Split- und Kollaborations-Veröffentlichungen mit Interpreten wie The Haters, Merzbow, MSBR, Thurston Moore, Con-Dom, Cock ESP, Skin Crime, Government Alpha, Prurient, The Rita und Vomir. Gemeinsam mit The Rita und Vomir zählt Richard Ramirez zu den Interpreten die das Genre Harsh Noise Wall initiierten und maßgeblich prägten. Unter seinem Geburtsnamen erschienen bis zum Jahr 2023 über 200 Veröffentlichungen im Spektrum des Noise, Harsh Noise, Harsh Noise Wall und Post-Industrial.
Ein wiederkehrendes Element der Tonträgergestaltung nutzt Ramirez Teils explizite Fotografien aus dem Kontext der Lederszene. Die Nutzung von BDSM-Bildern ist im Noise und Post-Industrial geläufig, Ramirez nutzt jedoch anders als die Mehrheit der Interpreten Abbildungen von Männern. Die Wahl steht im direkten Kontext mit Ramirez Homosexualität.

„Ich habe ständig gesehen, wie Frauen auf diese Weise benutzt wurden, und ich wollte Männer in der gleichen Position sehen. Es ging mir nicht um Ausbeutung, sondern um die Darstellung männlicher Erotik. Ein anderer Gesichtspunkt. Ich entschuldige mich nicht dafür, dass ich solche Bilder in meiner Arbeit verwende. Es ist etwas, das mir gefällt.“

Auftritte und Festivals bestritt er international. Gemeinsam mit Sean Matzus, seinem späteren Ehemann, initiierte Ramirez 2010 mit dem Eyes Behind the Wall das erste amerikanische Festival für Harsh Noise Wall. Das Paar lebt in Pennsylvania und unterhält dort mit Next Halloween ein Label als gemeinsames Subunternehmen von Deadline Recordings.
Als Modedesigner schufen Ramirez 1997 die Linie Richard Saenz, später die Linie Automatism und gemeinsam mit Ramirez-Matzus 2010 die Marke Mad Recital. Seine Avantgarde-Mode wurde unter anderem von Rossy de Palma, Shirley Manson, Kim Gordon, Zola Jesus und Jeordie White getragen und in Boutiquen in New York, Houston, Riga, Tokio und St. Louis verkauft.

## Projekte und Bandbeteiligungen (Auswahl)
- Black Leather Jesus
- Fouke
- Werewolf Jerusalem
- An Innocent Young Throat-Cutter
- Emetic
- Naked Girl Killed in the Park
- Nuits Rouges
- Martyr of Sores
- Pisut Trairat
- Crash at Every Speed
- S.S. Electronics
- Threeonameathook
- Kholat Syakhl
- Gourmet Shit Scene
- Random Escorts
- [Untiteled]

## Diskografie (Auswahl)
Studioalben als Richard Ramirez
- 1992: Sterile Technique (Deadline Recordings, Dumb Art Records)
- 1992: Meltdown (Dumb Art Records)
- 1993: Tractor (Deadline Recordings, Anti-Music Series)
- 1993: Mistaken Genital Apparatus (Stinky Horse Fuck)
- 1994: Anger Built Machine (Realization Recordings)
- 1994: Noise Stalker (Hyde Recordings)
- 1995: Bleeding Headwound (Old Europa Café)
- 1995: Certain Cruelty (Slaughter Productions)
- 1995: Rush (Self Abuse Records)
- 1996: This Angel's Rusted Halo (BloodLust!)
- 1996: Crash Party (E.F. Tapes)
- 1996: Audio Negativism (Worthless Human Flesh)
- 1997: I Keep My Stuff Inside (Tesco Organisation)
- 1997: Cultural Blockade (Ignivomous)
- 1998: Spread ’Em (Spite)
- 1998: Barebacking (Extraction Records)
- 1998: Rodeo (Deadline Recordings)
- 1999: Trick (Hospital Productions)
- 2003: Recycled (RRRecords)
- 2003: Music for Morgues and new Buildings (Denshi Zatsuon)
- 2015: A Translation In Pornography (Signora Ward Records)
- 2020: Uniform Scene (Old Europa Café)
- 2020: The Floor is Crawling with Cheap Pornography (Deathbed Tapes)